# Mali možgani
Máli možgáni ali cerebélum (latinsko cerebellum) ležijo v zadnji lobanjski kotanji. Nameščeni so med dorzalno površino možganskega debla in velikih možganov. Z možganskim deblom jih povezujejo pedunculi cerebellares. Od velikih možganov jih loči tentorium (šotor), ki je duplikatura dure. Med možganskim deblom in malimi možgani se nahaja 4. možganski prekat.
Zgrajeni so iz medialnega dela, ki se zaradi oblike imenuje črv (vermis) in dveh polobel ali hemisfer, ki ju loči malomožganski srp (falx cerebelli). Tudi mali možgani so zgrajeni iz sive in bele substance. 
Malomožganska skorja pokriva cele male možgane, razen prečne jame. Debelina skorje je 1 do 1,5 mm., je močno nagubana in gube se zajedajo globoko v notranjost, tako tvorijo številne brazde, ki  jo delijo v številne manjše vijuge, kar daje na prerezu malih možganov sliko drevesa, ki ji pravimo drevo življenja (arbor vitae).

## Funkcija
Mali možgani nadzorujejo gibanje, ravnotežje, mišični tonus in propriocepcijo.